# HD 217459
HD 217459，又名BD+02 4594，SAO 127894、HR 8751，是一颗恒星，视星等为5.83，位于銀經77.06，銀緯-49.74，其B1900.0坐标为赤經22h 55m 37.2s，赤緯+2° -49.74′ 39″。